# Bromus arenarius
Bromus arenarius es una especie herbácea y anual perteneciente a la familia de las gramíneas (Poaceae).

## Distribución
Es nativa de la mayor parte de Australia, y se le conoce en Nueva Zelanda y algunas partes de América del Norte como una especie introducida.

## Descripción
Es una hierba anual que alcanza un tamaño de hasta 60 centímetros de altura. Sus hojas son estrechas y están recubiertas de pelos suaves. La inflorescencia es una amplia gama cabezas, espiguillas planas, cada una en un tallo individual que puede estar curvado u ondulado.

## Taxonomía
Bromus arenarius fue descrita por Jacques Julien Houtton de La Billardière y publicado en Novae Hollandiae Plantarum Specimen 1: 23, pl. 28. 1804[1805].
Etimología
Bromus: nombre genérico que deriva del griego bromos = (avena), o de broma = (alimento).
arenarius: epíteto latino que significa "relacionada con la arena".
Sinonimia
- Bromus arenarius var. macrostachya Benth.
- Serrafalcus arenarius (Labill.) C.A.Gardner[4][5]